# Sepedon convergens
Sepedon convergens är en tvåvingeart som beskrevs av Friedrich Hermann Loew 1862. Sepedon convergens ingår i släktet Sepedon och familjen kärrflugor. Inga underarter finns listade i Catalogue of Life.